# Thismia neptunis
Espèce
Thismia neptunis est une espèce de plantes mycohétérotrophes de la famille des Burmanniacées. Cette espèce n'a été observée qu'au Sarawak, sur l'île de Bornéo en Malaisie.

## Découverte
Cette espèce a été observée pour la première fois en 1866, puis décrite en 1878, par le botaniste italien Odoardo Beccari. Elle n'a ensuite plus été observée pendant 151 ans, avant d'être redécouverte par une équipe tchèque en 2017.